# Lisedore Praetorius
Elisabeth Dorothea „Lisedore“ Praetorius (auch Lisedore Häge-Praetorius und Lisedore Häge, * 25. Februar 1916 in Stuttgart; † 17. Juli 2009 ebenda) war eine deutsche Cembalistin und Musikpädagogin.

## Leben und Werk
Lisedore war die Tochter des Kaufmanns Paul Häge und seiner Ehefrau Maria Helene, geborene Kerner.
Sie besuchte das Königin-Katharina-Stift-Gymnasium Stuttgart. Von 1936 bis 1938 studierte sie an der Akademie für Tonkunst in München bei Li Stadelmann. 
Ab 1938 wirkte Lisedore Praetorius als Cembalistin in Berlin, von 1943 bis 1944 als Mitglied der Spielgemeinschaft Seiler in St. Florian. Am 5. Mai 1955 war sie musikalisch bei der Eröffnung der neuen stilbildenden Konzertreihe Kammermusik im Bruchsaler Schloss beteiligt. Im Beisein des ersten Präsidenten der Bundesrepublik Deutschland Theodor Heuss konzertierte sie zusammen mit Willy Glas (Flöte) und Rose Stein (Harfe) im wiederaufgebauten Kammerflügel des Bruchsaler Schlosses. In dieser Reihe wurden/werden neben bekannten oder seltener gehörten klassischen Kompositionen zeitgenössische Werke des 20. und 21. Jahrhunderts geboten.
Lisedore Praetorius lehrte als Professorin an der Musikhochschule Stuttgart Cembalo. Sie spielte mit Künstlern wie dem Tenor Fritz Wunderlich (1930–1966), dem Cellisten Jürgen Wolf (1938–2014) und dem Violinisten Rainer Kussmaul (1946–2017) zahlreiche Tonträger und Rundfunkaufnahmen ein.
Lisedore Praetorius war musikalisch unter ihrem Geburtsnamen Häge in der und für die Hitlerjugend aktiv. Fred K. Prieberg schreibt zu diesem Themenkomplex: „Den meisten Künstlern ging es allerdings um Musik und weiter nichts, und deswegen stellten sie sich der HJ zu Meisterkonzerten zur Verfügung. […] dreißig Prozent der Jugendkonzerte 1941/42 [konnten] mit Kräften aus den eigenen Reihen beschickt werden, nämlich mit den Pianisten […], den Geigern […] und der Cembalistin Lise-Dore Haege.“
Lisedore Praetorius starb 2009 im Alter von 93 Jahren. Sie lebte zuletzt in einem Stuttgarter Seniorenheim. 1949 hatte sie den Architekten Erich Praetorius geheiratet.

## Diskographie (in Auswahl)
- Rainer Kussmaul, Jürgen Wolf, Lisedore Praetorius: La Folia (Frescobaldi, Couperin, Corelli, Carl Philipp Emanuel Bach, Marais), 1967
- Fritz Wunderlich: Geistliche Lieder (darin Johann Rosenmüller Lamentationes Jeremiae Prophetae mit Fritz Wunderlich, Fred Buck, Lisedore Praetorius), historische Aufnahmen 1956–1958
- Fritz Wunderlich: Musik vor Bach (unter anderem mit Lisedore Prätorius, Serie Original SWR Tapes Remastered), 2018